# Ecphylus lycti
Ecphylus lycti är en stekelart som beskrevs av Sievert Allen Rohwer 1913. Ecphylus lycti ingår i släktet Ecphylus och familjen bracksteklar. Inga underarter finns listade i Catalogue of Life.